# Gaulschlucht
Gaulschlucht este o arie protejată (sit de importanță comunitară — SCI) din Italia întinsă pe o suprafață de 66 ha, integral pe uscat.

## Localizare
Centrul sitului Gaulschlucht este situat la coordonatele 46°36′30″N 11°07′34″E / 46.6083°N 11.1262°E.

## Înființare
Situl Gaulschlucht a fost declarat sit de importanță comunitară în decembrie 2017 pentru a proteja 4 specii de animale.

## Biodiversitate
Situată în ecoregiunea alpină, aria protejată conține 6 habitate naturale: Râuri de munte și vegetația erbacee de pe malurile acestora, Păduri acidofile de Picea de la nivel montan la nivel alpin (Vaccinio-Piceetea), Păduri aluvionare cu Alnus glutinosa și Fraxinus excelsior (Alno-Padion, Alnion incanae, Salicion albae), Păduri pe pante, grohotișuri și ravene de Tilio-Acerion, Pante stâncoase silicioase cu vegetație casmofită, Râuri de munte și vegetația lor lemnoasă cu Salix elaeagnos.
La baza desemnării sitului se află mai multe specii protejate de  mamifere (4): liliac cu urechi de șoarece (Myotis blythii), liliac comun (Myotis myotis), liliacul mare cu potcoavă (Rhinolophus ferrumequinum), liliacul mic cu potcoavă (Rhinolophus hipposideros)
Pe lângă speciile protejate, pe teritoriul sitului au mai fost identificate 1 specie de amfibieni.